# Spilosoma occidens
Spilosoma occidens är en fjärilsart som beskrevs av Rothschild 1910. Spilosoma occidens ingår i släktet Spilosoma och familjen björnspinnare. Inga underarter finns listade i Catalogue of Life.